# Banloz
Banloz je naseljeno mjesto u gradu Zenici, Federacija Bosne i Hercegovine, BiH.

## Stanovništvo

### 1991.
Nacionalni sastav stanovništva 1991. godine, bio je sljedeći:
ukupno: 470
- Muslimani - 373  (79,36%)
- Srbi - 54 (11,49%)
- Hrvati - 1 (0,21%)
- Jugoslaveni - 25 (5,31%)
- ostali, neopredijeljeni i nepoznato - 17 (3,61%)

### 2013.
Nacionalni sastav stanovništva 2013. godine, bio je sljedeći:
ukupno: 408
- Bošnjaci - 390 (95,59%)
- Srbi - 6 (1,47%)
- Hrvati - 2 (0,49)
- ostali, neopredijeljeni i nepoznato - 10 (2,45%)